# 慕容鑒
慕容 鑒（ぼよう かん、生年不詳 - 398年）は、五胡十六国時代の後燕の人物。昌黎郡棘城県の出身。後燕の皇帝慕容垂の子。

## 生涯
393年4月、博陵王に封じられた。
397年3月、皇帝慕容宝らは中山を脱出した。勃海王慕容朗・博陵王慕容鑒・河間王慕容熙は幼いため、脱出することができなかった。高陽王慕容隆が帰還して慕容朗らを迎え入れ、龍城へ向かった。慕容宝らと合流して、薊を経由して龍城に到着した。
398年2月、段速骨・宋赤眉らが反乱を起こし、他の宗室諸王とともに殺害された。

## 家系

### 父母
- 慕容垂
- 段元妃

### 兄弟
- 慕容令 - 嫡長子
- 慕容農 - 第三子
- 慕容宝 - 嫡子で第四子
- 慕容隆 - 第五子
- 慕容麟 - 第六子
- 慕容倭奴
- 慕容柔
- 慕容朗
- 慕容熙 - 末子